# Iphiseiodes
Iphiseiodes es un género de ácaros perteneciente a la familia Phytoseiidae.

## Especies
El género contiene las siguientes especies:
- Iphiseiodes kamahorae De Leon, 1966
- Iphiseiodes metapodalis (El-Banhawy, 1984)
- Iphiseiodes neonobilis Denmark & Muma, 1978
- Iphiseiodes nobilis (Chant & Baker, 1965)
- Iphiseiodes quadripilis (Banks, 1904)
- Iphiseiodes setillus Gondim Jr. & Moraes, 2001
- Iphiseiodes zuluagai Denmark & Muma, 1972